# Radio Centrafrique
Radio Centrafrique est la radio nationale publique de la République centrafricaine. Elle émet depuis 1958, à l'attention des Centrafricains qui l'appellent la « radio mère ». Placée sous la tutelle du ministère de la Communication et de la Réconciliation, elle n’est pas autonome ni financièrement, ni dans la gestion de ses ressources humaines. 

## Organisation
La radio centrafrique s'organise autour de la direction générale qui se divise en quatre directions
- La Direction des programmes chargée de la production de tous les programmes non reliés à l’actualité[4].
- La Direction de l’information, aussi appelée la rédaction, elle produit les actualités, les débats et les magazines d’information et d’actualités[4].
- La Direction technique gère l’entretien des équipements de radiodiffusion et de production des émissions[4].
- La  Direction de la radio rurale est composée d’un bureau central à Bangui et de 11 correspondants en province chargés de produire des programmes d’actualités et destinés aux zones rurales[5].

## Programmes
Le contenu des programmes est bilingue 70 % en sango et 30 % en français.

## Zone de diffusion
Elle était en 2014, l’unique radio qui couvre la totalité du pays en ondes moyennes et ondes courtes,.
La couverture de la totalité du pays grâce à ses émetteurs en ondes moyennes et ondes courtes implantés à Bimbo en périphérie de Bangui, ils émettent de 7h à 17h en 2014. Depuis les émetteurs ont été détruits.
Elle est diffusée 24 h/24 en FM depuis son émetteur de la colline des Panthères située au centre de Bangui et peut être captée dans un rayon d’environ 90 km autour de la capitale, de Damara à Boali et à Pissa. 